# Buscate
Buscate là một đô thị ở tỉnh Milano thuộc vùng Lombardia của Italia, khoảng 30 km về phía tây bắc của tỉnh lỵ Milano. Đến thời điểm 31 tháng 12 năm 2004, dân số đô thị này là 4.416 người, diện tích là 7,9 km².
Buscate giáp các đô thị: Magnago, Dairago, Castano Primo, Arconate, Inveruno, Cuggiono.